# Náprád község
Náprád község (románul: Comuna Năpradea) község Szilágy megyében, Romániában. Központja Náprád, beosztott falvai Kisgoroszló, Köd, Nagygoroszló, Szamosdebrecen.

## Népessége
A 2011-es népszámlálás adatai alapján a község népessége 2652 fő volt.